# ياروسلاف تشرني (لاعب كرة قدم)
ياروسلاف تشرني (بالتشيكية: Jaroslav Černý)‏ هو لاعب كرة قدم تشيكي في مركز الوسط، ولد في 26 يونيو 1979 في Horní Benešov ‏ في جمهورية التشيك. شارك مع منتخب جمهورية التشيك لكرة القدم. أما مع النوادي، فقد لعب مع أنقرة غوجو وزبرويوفكا برنو وسلافيا براغ ونادي سيغما أولوموتس ونادي سينيتسا.

## وصلات خارجية
- ياروسلاف تشرني على موقع الاتحاد الأوربي (الإنجليزية)
- ياروسلاف تشرني على موقع الاتحاد التشيكي (الإنجليزية)
- ياروسلاف تشرني على موقع اتحاد تركيا (لاعب) (الإنجليزية)
- ياروسلاف تشرني على موقع قاعدة بيانات كرة القدم.إي يو (الإنجليزية)
- ياروسلاف تشرني على موقع ناشيونال فوتبول تيمز (الإنجليزية)
- ياروسلاف تشرني على موقع Soccerway.com (الإنجليزية)